# Zayd ibn al-Khattab
Zayd ibn al-Khaṭṭāb (in arabo زيد بن الخطاب‎?; La Mecca, ... – Yamama, 632) è stato un Sahaba.

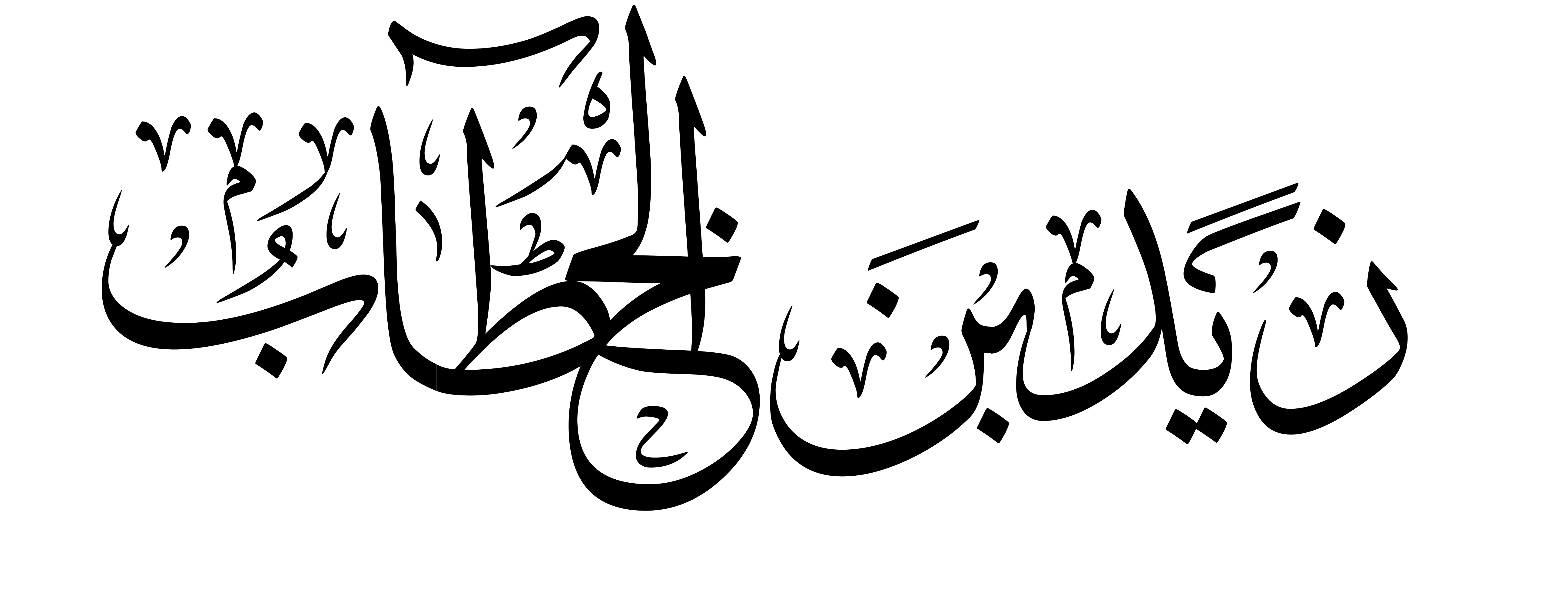
Calligramma arabo di Zayd ibn al-Khaṭṭāb.

Fratello del secondo califfo "ortodosso", ʿOmar b. al-Khaṭṭāb, che gli era particolarmente affezionato, che abbracciò l'Islam dopo di lui. In occasione della battaglia di Uhud ʿOmar lo vide perdere il suo scudo e volle dargli il proprio, perché temeva per la vita di Zayd, ma questi rifiutò, affermando di cercare il martirio come lui.
Morì nel corso della battaglia della Yamama. In quell'occasione Khalid ibn al-Walid affidò lo stendardo musulmano a Zayd che, in un momento assolutamente sfavorevole alla sua parte, tentò di radunare i guerrieri demoralizzati e spaventati e di dar loro nuovo morale. Salì su una collina e lo supplicò di battersi con coraggio. Si gettò poi sui nemici, cercando l'apostata e traditore al-Rajjāl b. ʿUfwa. Quando lo vide, lo seguì passo passo sul campo di battaglia fino a trovarsi al suo cospetto e a ucciderlo dopo avergli assestato vari colpi di spada. Questo avvenimento ebbe un forte impatto emotivo sui guerrieri di Musaylima. 

Il combattimento proseguì e Zayd, che portava ancora lo stendardo islamico, trovò la morte, malgrado il destino delle truppe di Musaylima fosse ormai segnato.
La sua tomba si trova a nord di Riad (attuale Arabia Saudita. La struttura che la ricopre è stata fatta spianare da Muḥammad ibn ʿAbd al-Wahhāb, fortemente ostile a tutto ciò che potesse degenerare in un culto indebito..